# Crotalaria vespertilio
Crotalaria vespertilio är en ärtväxtart som beskrevs av George Bentham. Crotalaria vespertilio ingår i släktet sunnhampor, och familjen ärtväxter. Inga underarter finns listade i Catalogue of Life.